# Leptocottus
Leptocottus is een monotypisch geslacht van straalvinnige vissen uit de familie van donderpadden (Cottidae). Het geslacht is voor het eerst wetenschappelijk beschreven in 1854 door Girard.

## Soort
- Leptocottus armatus Girard, 1854